# 大湫宿

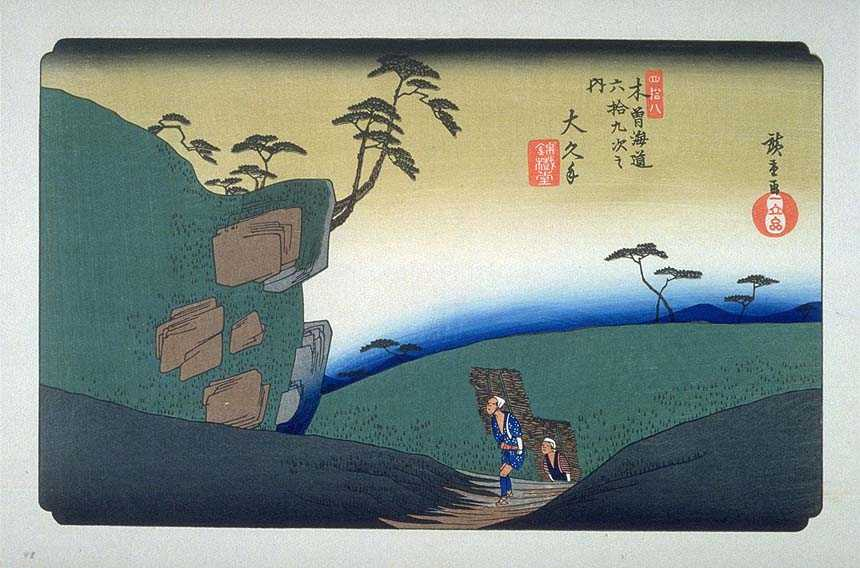
歌川広重「木曽海道六十九次・大久手」

大湫宿（大久手宿、おおくてじゅく）は、中山道の47番目の宿場。美濃国土岐郡大湫村（現・岐阜県瑞浪市）に存在した。
「湫」は沼地や湿地帯の意味で、地名は峠に挟まれた水のたまりやすい場所に由来する。
慶長9年（1604年）に新設された宿場で、尾張藩領であった。皇女和宮親子内親王の宿泊地となった。

## 概略
- 尾張藩領（1843年）
- 人口：338人
- 家数：66軒
- 本陣：1軒
- 脇本陣：1軒
- 旅籠：30軒

## 最寄り駅
- JR中央本線 釜戸駅から瑞浪市コミュニティバス：釜戸=大湫線「大湫」バス停下車。

## 史跡・みどころ
- 皇女和宮歌碑
- 本陣跡（2005年（平成17年）に廃校となった大湫小学校の跡）
- おもだか屋
- 脇本陣保々家
- 神明神社の大杉
樹齢1300年
- 圓通閣
美濃瑞浪三十三霊場第四番、大湫観音堂の絵天井は瑞浪市指定有形文化財
- 高札場跡
- 森川訓行家住宅

細久手宿までの史跡・みどころ
- 二つ岩
- 琵琶峠
石畳が復元されている。
- 八瀬沢一里塚
- 弁天池
- 奥之田一里塚

## 隣の宿
中山道
大井宿 - 大湫宿 - 細久手宿